# بخش لاداخ
بخش لاداخ (به انگلیسی: Ladakh district) یک منطقهٔ مسکونی در هند است که در جامو و کشمیر واقع شده‌است.